# Comics Arts Conference
Comics Arts Conference (CAC) ou Comic Arts Conference  est une conférence universitaire qui se tient en Californie, au Comic-Con International de San Diego et au WonderCon de San Francisco,. 